# Baie Robert Pommier
Baie Robert Pommier är en vik i Antarktis. Den ligger i Östantarktis. Frankrike gör anspråk på området.